# Aksel Kankaanranta
Aksel Kankaanranta, znany jako Aksel (ur. 28 stycznia 1998 w Turku) – fiński piosenkarz.

## Życiorys
W 2017 zajął drugie miejsce w programie The Voice of Finland. W 2018 wziął gościnny udział w nagraniu singla „Jättiläinen” fińskiego rapera Pyhimysa.
7 marca 2020 zwyciężył fińskie selekcje eurowizyjne Uuden Musiikin Kilpailu i miał reprezentować Finlandię z piosenką „Looking Back” w 65. Konkursie Piosenki Eurowizji w Rotterdamie. 18 marca 2020 poinformowano o odwołaniu konkursu z powodu pandemii koronawirusa. W kwietniu wystąpił w drugim odcinku projektu Eurovision Home Concerts, w którym zaśpiewał utwór „Looking Back” i cover piosenki Alexandra Rybaka „Fairytale”. W 2021 ponownie wystąpił w Uuden Musiikin Kilpailu, gdzie zaprezentował utwór „Hurt” i zajął ostatecznie piąte miejsce.